# Echinops
- Commons
- Wikispecies

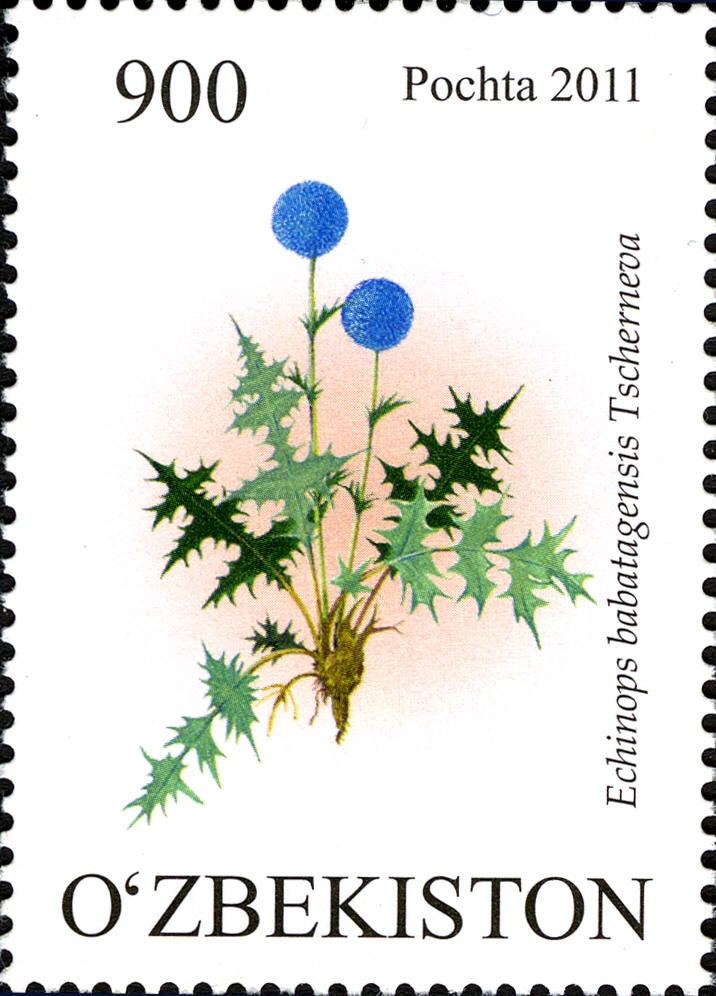
Echinops babatagensis representada num selo uzbeque

Equinopes (Echinops) é um género botânico pertencente à família Asteraceae.

## Espécies
- Echinops adenocaulos
- Echinops bannaticus
- Echinops chantavicus
- Echinops exaltatus
- Echinops giganteus
- Echinops gmelinii
- Echinops graecus
- Echinops humilis
- Echinops latifolius
- Echinops nivens
- Echinops niveus
- Echinops orientalis
- Echinops ritro
- Echinops ruthenicus
- Echinops sphaerocephalus
- Echinops spinosissimus
- Echinops setifer Iljin
- Echinops tournefortii
- Echinops tschimganicus

## Classificação do gênero
| Sistema | Classificação                               | Referência               |
| ------- | ------------------------------------------- | ------------------------ |
| Linné   | Classe Syngenesia, ordem Polygamia aequalis | Species plantarum (1753) |